# Hemidactylus
Hemidactylus és un gènere de sauròpsids (rèptils) escatosos de la família dels gecònids, el segon més nombrós de la família amb 192 espècies. Una de les seves espècies, el dragó rosat, és comú tant a Catalunya com al País Valencià.

## Taxonomia
- Hemidactylus aaronbaueri Giri, 2008
- Hemidactylus acanthopholis Mirza & Sanap, 2014
- Hemidactylus achaemenidicus Torki, 2019
- Hemidactylus adensis Šmíd, Moravec, Kratochvíl, Nasher, Mazuch, Gvoždík & Carranza, 2015
- Hemidactylus aemulus Kumar, Srinivasulu & Srinivasulu, 2022
- Hemidactylus afarensis Šmíd, Mazuch, Nováková, Modry, Malonza, Abdirahman-Elmi, Carranza, And Moravec, 2020
- Hemidactylus agrius Vanzolini, 1978
- Hemidactylus albituberculatus Trape, 2012
- Hemidactylus albivertebralis Trape & Böhme, 2012
- Hemidactylus albofasciatus Grandison & Soman, 1963
- Hemidactylus albopunctatus (Loveridge, 1947)
- Hemidactylus alfarraji Šmíd, Shobrak, Wilms, Joger & Carranza, 2016
- Hemidactylus alkiyumii Carranza & Arnold, 2012
- Hemidactylus almakhwah Šmíd, Uvizl, Shobrak, Busais, Salim, Algethami, Algethami, Alanzi, Alsubaie, Rovatsos, Nov´Ákova, Mazuch & Carranza, 2022
- Hemidactylus angulatus Hallowell, 1854
- Hemidactylus ansorgii Boulenger, 1901
- Hemidactylus aporus Boulenger, 1906
- Hemidactylus aquilonius Mcmahan & Zug, 2007
- Hemidactylus arnoldi Lanza, 1978
- Hemidactylus asirensis Šmíd, Shobrak, Wilms, Joger & Carranza, 2016
- Hemidactylus awashensis Šmíd, Moravec, Kratochv Il, Nasher, Mazuch, Gvoždík & Carranza, 2015
- Hemidactylus barbierii Sindaco, Razzetti & Ziliani, 2007
- Hemidactylus barbouri Loveridge, 1942
- Hemidactylus barodanus Boulenger, 1901
- Hemidactylus bavazzanoi Lanza, 1978
- Hemidactylus bayonii Bocage, 1893
- Hemidactylus benguellensis Bocage, 1893
- Hemidactylus beninensis Bauer, Tchibozo, Pauwels & Lenglet, 2006
- Hemidactylus biokoensis Wagner, Leaché & Fujita, 2014
- Hemidactylus boavistensis Boulenger, 1906
- Hemidactylus bouvieri (Bocourt, 1870)
- Hemidactylus bowringii (Gray, 1845)
- Hemidactylus brasilianus (Amaral, 1935)
- Hemidactylus brookii Gray, 1845
- Hemidactylus carivoensis Lobón-Rovira, Conradie, Iglesias, Ernst, Veríssimo, Baptista & Pinto, 2021
- Hemidactylus chikhaldaraensis Agarwal, Bauer, Giri & Khandekar, 2019
- Hemidactylus chipkali Mirza & Raju, 2017
- Hemidactylus cinganji Lobón-Rovira, Conradie, Iglesias, Ernst, Veríssimo, Baptista & Pinto, 2021
- Hemidactylus citernii Boulenger, 1912
- Hemidactylus coalescens Wagner, Leaché & Fujita, 2014
- Hemidactylus craspedotus Mocquard, 1890
- Hemidactylus curlei Parker, 1942
- Hemidactylus dawudazraqi Moravec, Kratochvíl, Amr, Jandzik, Šmíd & Gvoždík, 2011
- Hemidactylus depressus Gray, 1842
- Hemidactylus dracaenacolus Rösler & Wranik, 1999
- Hemidactylus easai Das, Pal, Siddarth, Palot, Deepak & Narayanan, 2022
- Hemidactylus echinus O’shaughnessy, 1875
- Hemidactylus endophis Carranza & Arnold, 2012
- Hemidactylus eniangii Wagner, Leaché & Fujita, 2014
- Hemidactylus farasani Šmíd, Uvizl, Shobrak, Busais, Salim, Algethami, Algethami, Alanzi, Alsubaie, Rovatsos, Nov´Ákova, Mazuch & Carranza, 2022
- Hemidactylus fasciatus Gray, 1842
- Hemidactylus faustus Lobón-Rovira, Conradie, Iglesias, Ernst, Veríssimo, Baptista & Pinto, 2021
- Hemidactylus festivus Carranza & Arnold, 2012
- Hemidactylus flavicauda Lajmi, Giri, Singh & Agarwal, 2020
- Hemidactylus flaviviridis Rüppell, 1835
- Hemidactylus forbesii Boulenger, 1899
- Hemidactylus foudaii Baha El Din, 2003
- Hemidactylus fragilis Calabresi, 1915
- Hemidactylus frenatus Duméril & Bibron, 1836
- Hemidactylus funaiolii Lanza, 1978
- Hemidactylus garnotii Duméril & Bibron, 1836
- Hemidactylus giganteus Stoliczka, 1871
- Hemidactylus gleadowi Murray, 1884
- Hemidactylus gracilis Blanford, 1870
- Hemidactylus gramineus Ceríaco, Bauer, Kusamba, Agarwal & Greenbaum, 2021
- Hemidactylus granchii Lanza, 1978
- Hemidactylus graniticolus Agarwal, Giri & Bauer, 2011
- Hemidactylus granosus Heyden, 1827
- Hemidactylus granti Boulenger, 1899
- Hemidactylus greeffii Bocage, 1886
- Hemidactylus gujaratensis Giri, Bauer, Vyas & Patil, 2009
- Hemidactylus hajarensis Carranza & Arnold, 2012
- Hemidactylus hegdei Pal & Mirza, 2022
- Hemidactylus hemchandrai Dandge & Tiple, 2015
- Hemidactylus homoeolepis Blanford, 1881
- Hemidactylus hunae Deraniyagala, 1937
- Hemidactylus imbricatus (Bauer, Giri, Greenbaum, Jackman, Dharne & Shouche, 2008)
- Hemidactylus inexpectatus Carranza & Arnold, 2012
- Hemidactylus inintellectus Sindaco, Ziliani, Razzetti, Pupin, Grieco, 2009
- Hemidactylus isolepis Boulenger, 1895
- Hemidactylus ituriensis Schmidt, 1919
- Hemidactylus jubensis Boulenger, 1895
- Hemidactylus jumailiae Busais & Joger, 2011
- Hemidactylus kamdemtohami Bauer & Pauwels, 2002
- Hemidactylus kangerensis Mirza, Bhosale & Patil, 2017
- Hemidactylus karenorum (Theobald, 1868)
- Hemidactylus kimbulae Amarasinghe, Karunarathna, Campbell, Madawala & De Silva, 2021
- Hemidactylus klauberi Scortecci, 1948
- Hemidactylus kolliensis Agarwal, Bauer, Giri & Khandekar, 2019
- Hemidactylus kundaensis Chirio & Trape, 2012
- Hemidactylus kushmorensis Murray, 1884
- Hemidactylus kyaboboensis Wagner, Leaché & Fujita, 2014
- Hemidactylus laevis Boulenger, 1901
- Hemidactylus lamaensis Ullenbruch, Grell & Böhme, 2010
- Hemidactylus lankae Deraniyagala, 1953
- Hemidactylus lanzai Šmíd, Mazuch, Nováková, Modry, Malonza, Abdirahman-Elmi, Carranza, And Moravec, 2020
- Hemidactylus laticaudatus Andersson, 1910
- Hemidactylus lavadeserticus Moravec & Böhme, 1997
- Hemidactylus lemurinus Arnold, 1980
- Hemidactylus leschenaultii Duméril & Bibron, 1836
- Hemidactylus longicephalus Bocage, 1873
- Hemidactylus lopezjuradoi Arnold, Vasconcelos, Harris, Mateo & Carranza, 2008
- Hemidactylus luqueorum Carranza & Arnold, 2012
- Hemidactylus mabouia (Moreau De Jonnès, 1818)
- Hemidactylus macropholis Boulenger, 1896
- Hemidactylus maculatus Duméril & Bibron, 1836
- Hemidactylus mahonyi Adhikari, Achyuthan, Kumar, Khot, Shreeram & Ganesh, 2022
- Hemidactylus makolowodei Bauer, Lebreton, Chirio, Ineich & Talla Kouete, 2006
- Hemidactylus malcolmsmithi (Constable, 1949)
- Hemidactylus mandebensis Šmíd, Moravec, Kratochv Il, Nasher, Mazuch, Gvoždík & Carranza, 2015
- Hemidactylus masirahensis Carranza & Arnold, 2012
- Hemidactylus matschiei (Tornier, 1901)
- Hemidactylus megalops Parker, 1932
- Hemidactylus mercatorius Gray, 1842
- Hemidactylus mindiae Baha El Din, 2005
- Hemidactylus minutus Vasconcelos & Carranza, 2014
- Hemidactylus modestus (Günther, 1894)
- Hemidactylus montanus Busais & Joger, 2011
- Hemidactylus mrimaensis Malonza & Bauer, 2014
- Hemidactylus multisulcatus Sayyed, Kirubakaran, Khot, Adhikari, Sayyed, Sayyed, Purkayastha, Deshpande, Sulakhe, 2023
- Hemidactylus muriceus Peters, 1870
- Hemidactylus murrayi Gleadow, 1887
- Hemidactylus newtoni Ferreira, 1897
- Hemidactylus nicolauensis Vasconcelos, Köhler, Geniez & Crochet, 2020
- Hemidactylus nzingae Ceríaco, Agarwal, Marques & Bauer, 2020
- Hemidactylus ophiolepis Boulenger, 1903
- Hemidactylus ophiolepoides Lanza, 1978
- Hemidactylus oxyrhinus Boulenger, 1899
- Hemidactylus paaragowli Srikanthan, Swamy, Mohan & Pal, 2018
- Hemidactylus paivae Ceríaco, Agarwal, Marques & Bauer, 2020
- Hemidactylus pakkamalaiensis Narayanan, Christopher, Raman, Mukherjee, Prabhu, Lenin, Vimalraj, Deepak, 2023
- Hemidactylus palaichthus Kluge, 1969
- Hemidactylus parvimaculatus Deraniyagala, 1953
- Hemidactylus paucifasciatus Mohapatra, Agarwal, Mohalik, Dutta & Khandekar, 2023
- Hemidactylus pauciporosus Lanza, 1978
- Hemidactylus paucituberculatus Carranza & Arnold, 2012
- Hemidactylus persicus Anderson, 1872
- Hemidactylus pfindaensis Lobón-Rovira, Conradie, Iglesias, Ernst, Veríssimo, Baptista & Pinto, 2021
- Hemidactylus pieresii Kelaart, 1852
- Hemidactylus platycephalus Peters, 1854
- Hemidactylus platyurus (Schneider, 1797)
- Hemidactylus prashadi Smith, 1935
- Hemidactylus principensis Miller, Sellas & Drewes, 2012
- Hemidactylus pseudomuriceus Henle & Böhme, 2003
- Hemidactylus pseudoromeshkanicus Torki, 2019
- Hemidactylus puccionii Calabresi, 1927
- Hemidactylus pumilio Boulenger, 1899
- Hemidactylus quartziticolus Khandekar, Thackeray, Mariappan, Gangalmale, Waghe, Pawar & Agarwal, 2023
- Hemidactylus raya Srinivasulu, Kumar & Srinivasulu, 2022
- Hemidactylus reticulatus Beddome, 1870
- Hemidactylus richardsonii (Gray, 1845)
- Hemidactylus rishivalleyensis Agarwal, Thackeray & Khandekar, 2020
- Hemidactylus robustus Heyden, 1827
- Hemidactylus romeshkanicus Torki, Manthey & Barts, 2011
- Hemidactylus ruspolii Boulenger, 1896
- Hemidactylus saba Busais & Joger, 2011
- Hemidactylus sahgali Mirza, Gowande, Patil, Ambekar & Patel, 2018
- Hemidactylus sankariensis Agarwal, Bauer, Giri & Khandekar, 2019
- Hemidactylus sassanidianus Torki, 2019
- Hemidactylus sataraensis Giri & Bauer, 2008
- Hemidactylus saxicolus Kumar, Srinivasulu & Srinivasulu, 2022
- Hemidactylus scabriceps (Annandale, 1906)
- Hemidactylus shihraensis Busais & Joger, 2011
- Hemidactylus sinaitus Boulenger, 1885
- Hemidactylus sirumalaiensis Khandekar, Thackeray, Pawar & Agarwal, 2020
- Hemidactylus siva Srinivasulu, Srinivasulu & Kumar, 2018
- Hemidactylus smithi Boulenger, 1895
- Hemidactylus somalicus Parker, 1932
- Hemidactylus squamulatus Tornier, 1897
- Hemidactylus srikanthani Adhikari, Achyuthan, Kumar, Khot, Shreeram & Ganesh, 2022
- Hemidactylus stejnegeri Ota & Hikida, 1989
- Hemidactylus sushilduttai Giri, Bauer, Mohapatra, Srinivasulu & Agarwal, 2017
- Hemidactylus tamhiniensis Khandekar, Thackeray & Agarwal, 2021
- Hemidactylus tanganicus Loveridge, 1929
- Hemidactylus tasmani Hewitt, 1932
- Hemidactylus taylori Parker, 1932
- Hemidactylus tenkatei Lidth De Jeude, 1895
- Hemidactylus thayene Zug & Mcmahan, 2007
- Hemidactylus treutleri Mahony, 2009
- Hemidactylus triedrus (Daudin, 1802)
- Hemidactylus tropidolepis Mocquard, 1888
- Hemidactylus turcicus (Linnaeus, 1758)
- Hemidactylus ulii Šmíd, Moravec, Kratochvíl, Gvoždík, Nasher, Busais, Wilms, Shobrak, Carranza, 2013
- Hemidactylus vanam Chaitanya, Lajmi & Giri, 2018
- Hemidactylus varadgirii Chaitanya, Agarwal, Lajmi & Khandekar, 2019
- Hemidactylus vernayi Ceríaco, Agarwal, Marques & Bauer, 2020
- Hemidactylus vietnamensis Darevsky, Kupriyanova & Roshchin, 1984
- Hemidactylus vijayraghavani Mirza, 2018
- Hemidactylus whitakeri Mirza, Gowande, Patil, Ambekar & Patel, 2018
- Hemidactylus xericolus Lajmi, Giri, Singh & Agarwal, 2020
- Hemidactylus yajurvedi Murthy, Bauer, Lajmi, Agarwal & Giri, 2015
- Hemidactylus yerburii Anderson, 1895